# KNVB-Pokal 1973/74
Der KNVB-Pokal 1973/74 war die 56. Auflage des niederländischen Fußball-Pokalwettbewerbs. Er begann am 25. August 1973 mit der ersten Runde, an der nur Amateurmannschaften und Vereine der Eerste Divisie teilnahmen. Ab der zweiten Runde kamen die Mannschaften der Eredivisie hinzu.
Pokalsieger wurde PSV Eindhoven durch den 6:0-Finalsieg gegen Titelverteidiger NAC Breda. PSV qualifizierte sich dadurch für den Europapokal der Pokalsieger.

## 1. Runde
Die erste Runde fand am 25. und 26. August 1973 mit acht Vereinen aus dem Amateurbereich und den 20 Vertretern der Eerste Divisie statt.
| Datum      |                     | Ergebnis                |                     |
| ---------- | ------------------- | ----------------------- | ------------------- |
| 25.08.1973 | VV Noordwijk        | 2:2 n. V. (2:4 i. E.)<  | Helmond Sport       |
| 25.08.1973 | VV IJsselmeervogels | 1:3                     | PEC Zwolle          |
| 26.08.1973 | RKVV Almania        | 0:2                     | Fortuna SC Sittard  |
| 26.08.1973 | FC Den Bosch ʼ67    | 2:1 n. V.               | SC Cambuur          |
| 26.08.1973 | FC Dordrecht        | 1:4                     | Willem II Tilburg   |
| 26.08.1973 | Excelsior Rotterdam | 1:0                     | VV Eindhoven        |
| 26.08.1973 | Fortuna Vlaardingen | 1:1 n. V. (1:4 i. E.)   | SC Amersfoort       |
| 26.08.1973 | SV Hoofddorp        | 0:5                     | VV Heerenveen       |
| 26.08.1973 | VV Hoogeveen        | 1:4                     | Vitesse Arnheim     |
| 26.08.1973 | DVV Labor           | 0:3                     | WVV Wageningen      |
| 26.08.1973 | TOP Oss             | 2:1                     | VV Veendam          |
| 26.08.1973 | RKSV Volendam       | 4:1                     | AVV De Volewijckers |
| 26.08.1973 | VVV-Venlo           | 4:1                     | SVV Schiedam        |
| 26.08.1973 | RFC Xerxes          | 2:2 n. V. (12:13 i. E.) | Heracles Almelo     |

## 2. Runde
Die zweite Runde fand am 10. Dezember 1973 statt. In dieser Runde stiegen die 18 Mannschaften der Eredivisie in den Wettbewerb ein.
| Datum      |                     | Ergebnis              |                          |
| ---------- | ------------------- | --------------------- | ------------------------ |
| 10.11.1973 | BV De Graafschap    | 1:2 n. V.             | FC Groningen             |
| 10.11.1973 | NAC Breda           | 4:2                   | Go Ahead Eagles Deventer |
| 10.11.1973 | NEC Nijmegen        | 1:0                   | SC Amersfoort            |
| 10.11.1973 | PEC Zwolle          | 1:2                   | Sparta Rotterdam         |
| 10.11.1973 | PSV Eindhoven       | 2:0                   | Vitesse Arnheim          |
| 10.11.1973 | SC Telstar 1963     | 1:0 n. V.             | MVV Maastricht           |
| 10.11.1973 | FC Twente '65       | 2:0                   | VVV-Venlo                |
| 10.11.1973 | Willem II Tilburg   | 2:2 n. V. (5:4 i. E.) | RKSV Volendam            |
| 11.11.1973 | FC Den Bosch ʼ67    | 2:0                   | FC Den Haag              |
| 11.11.1973 | Excelsior Rotterdam | 3:1 n. V.             | TOP Oss                  |
| 11.11.1973 | Fortuna SC Sittard  | 0:1                   | FC Amsterdam             |
| 11.11.1973 | HFC Haarlem         | 1:2 n. V.             | AZ '67 Alkmaar           |
| 11.11.1973 | FC Utrecht          | 4:1                   | Heracles Almelo          |
| 11.11.1973 | WVV Wageningen      | 1:1 n. V. (2:4 i. E.) | Helmond Sport            |
| 30.12.1973 | VV Heerenveen       | 1:1 n. V. (1:3 i. E.) | Feyenoord Rotterdam      |
| 30.12.1973 | Roda JC Kerkrade    | 0:1                   | Ajax Amsterdam           |

## 3. Runde
| Datum      |                     | Ergebnis              |                     |
| ---------- | ------------------- | --------------------- | ------------------- |
| 20.01.1974 | FC Den Bosch ʼ67    | 0:0 n. V. (5:1 i. E.) | Sparta Rotterdam    |
| 20.01.1974 | NAC Breda           | 1:0                   | Helmond Sport       |
| 20.01.1974 | NEC Nijmegen        | 1:2                   | FC Groningen        |
| 20.01.1974 | SC Telstar 1963     | 1:1 n. V. (1:3 i. E.) | AZ '67 Alkmaar      |
| 20.02.1974 | FC Utrecht          | 2:0                   | Willem II Tilburg   |
| 23.02.1974 | FC Twente '65       | 0:2                   | Ajax Amsterdam      |
| 24.02.1974 | FC Amsterdam        | 0:1                   | Feyenoord Rotterdam |
| 24.02.1974 | Excelsior Rotterdam | 0:1                   | PSV Eindhoven       |

## Finalrunden
| Viertelfinale 22. Februar und 13. März 1974 | Viertelfinale 22. Februar und 13. März 1974 | Viertelfinale 22. Februar und 13. März 1974 |                |   | Halbfinale 3. April 1974 | Halbfinale 3. April 1974 | Halbfinale 3. April 1974 |  |  | Finale 1. Mai 1974 | Finale 1. Mai 1974 | Finale 1. Mai 1974 |
|                                             |                                             |                                             |                |   |                          |                          |                          |  |  |                    |                    |                    |
|                                             | Ajax Amsterdam                              | 2 n.                                        |                |   |                          |                          |                          |  |  |                    |                    |                    |
|                                             | AZ '67 Alkmaar                              | 1 V.                                        |                |   |                          |                          |                          |  |  |                    |                    |                    |
|                                             | AZ '67 Alkmaar                              | 1 V.                                        | Ajax Amsterdam | 1 |                          |                          |                          |  |  |                    |                    |                    |
|                                             |                                             |                                             | Ajax Amsterdam | 1 |                          |                          |                          |  |  |                    |                    |                    |
|                                             |                                             | PSV Eindhoven                               | 2              |   |                          |                          |                          |  |  |                    |                    |                    |
|                                             | PSV Eindhoven                               | PSV Eindhoven                               | 2              | 2 |                          |                          |                          |  |  |                    |                    |                    |
|                                             |                                             |                                             |                | 2 |                          |                          |                          |  |  |                    |                    |                    |
|                                             | Feyenoord Rotterdam                         | 0                                           |                |   |                          |                          |                          |  |  |                    |                    |                    |
|                                             | Feyenoord Rotterdam                         | 0                                           | PSV Eindhoven  | 6 |                          |                          |                          |  |  |                    |                    |                    |
|                                             |                                             |                                             |                | 6 |                          |                          |                          |  |  |                    |                    |                    |
|                                             |                                             | NAC Breda                                   | 0              |   |                          |                          |                          |  |  |                    |                    |                    |
|                                             | FC Utrecht                                  | NAC Breda                                   | 0              | 3 |                          |                          |                          |  |  |                    |                    |                    |
|                                             |                                             |                                             |                | 3 |                          |                          |                          |  |  |                    |                    |                    |
|                                             | FC Den Bosch ʼ67                            | 1                                           |                |   |                          |                          |                          |  |  |                    |                    |                    |
|                                             | FC Den Bosch ʼ67                            | 1                                           | FC Utrecht     | 2 |                          |                          |                          |  |  |                    |                    |                    |
|                                             |                                             |                                             | FC Utrecht     | 2 |                          |                          |                          |  |  |                    |                    |                    |
|                                             |                                             | NAC Breda                                   | 3              |   |                          |                          |                          |  |  |                    |                    |                    |
|                                             | NAC Breda                                   | NAC Breda                                   | 3              | 4 |                          |                          |                          |  |  |                    |                    |                    |
|                                             |                                             |                                             |                | 4 |                          |                          |                          |  |  |                    |                    |                    |
|                                             | FC Groningen                                | 0                                           |                |   |                          |                          |                          |  |  |                    |                    |                    |

## Viertelfinale
| Datum      |                | Ergebnis  |                     |
| ---------- | -------------- | --------- | ------------------- |
| 22.04.1974 | NAC Breda      | 4:0       | FC Groningen        |
| 13.03.1974 | Ajax Amsterdam | 2:1 n. V. | AZ '67 Alkmaar      |
| 13.03.1974 | PSV Eindhoven  | 2:0       | Feyenoord Rotterdam |
| 13.03.1974 | FC Utrecht     | 3:1       | FC Den Bosch ʼ67    |

## Halbfinale
| Datum      |                | Ergebnis |               |
| ---------- | -------------- | -------- | ------------- |
| 03.04.1974 | Ajax Amsterdam | 1:2      | PSV Eindhoven |
| 03.04.1974 | FC Utrecht     | 2:3      | NAC Breda     |

## Finale
| PSV Eindhoven                               | PSV Eindhoven | NAC Breda | NAC Breda |
| ------------------------------------------- | --- | --- | --------- |
| PSV Eindhoven                               | \| 1. Mai 1974 in Feyenoord-Stadion, Rotterdam \| \| Ergebnis: 6:0 (2:0) \| \| Zuschauer: 38.000 \| \| Schiedsrichter: Leonardus van der Kroft \| \| Spielbericht \|                                                      | \| 1. Mai 1974 in Feyenoord-Stadion, Rotterdam \| \| Ergebnis: 6:0 (2:0) \| \| Zuschauer: 38.000 \| \| Schiedsrichter: Leonardus van der Kroft \| \| Spielbericht \|                                                       | NAC Breda |
| PSV Eindhoven                               | André van Gerven – Björn Nordqvist, Adrie van Kraay , Pleun Strik, Kees Krijgh – Willy van de Kerkhof, Gerrie Deijkers, Harry Lubse – René van de Kerkhof, Ralf Edström, Willy van der Kuijlen. Cheftrainer: Kees Rijvers | Jan de Jong – Daan Schrijvers, Ad Bakker, Gerard van den Dries, Piet van Dijk – Frans Bouwmeester, Theo Dierckx (63. Martien Vreijsen), Bertus Quaars – Addy Brouwers, Henk van Rooy, Tom Smits. Cheftrainer: Henk Wullems | NAC Breda |
| PSV Eindhoven                               | 1:0 Gerrie Deijkers (10.) 2:0 René van de Kerkhof (40.) 3:0 Willy van der Kuijlen (51.) 4:0 Ralf Edström (53.) 5:0 Willy van der Kuijlen (58.) 6:0 Willy van der Kuijlen (90.)                                            | | NAC Breda |
| 1. Mai 1974 in Feyenoord-Stadion, Rotterdam | | |           |
| Ergebnis: 6:0 (2:0)                         | | |           |
| Zuschauer: 38.000                           | | |           |
| Schiedsrichter: Leonardus van der Kroft     | | |           |
| Spielbericht                                | | |           |